# Antsla (stacja kolejowa)
Antsla – stacja kolejowa w miejscowości Antsla, w prowincji Võru, w Estonii. Położona jest na linii Valga - Koidula.

## Historia
Stacja powstała w czasach carskich na Kolei Pskowsko-Ryskiej.

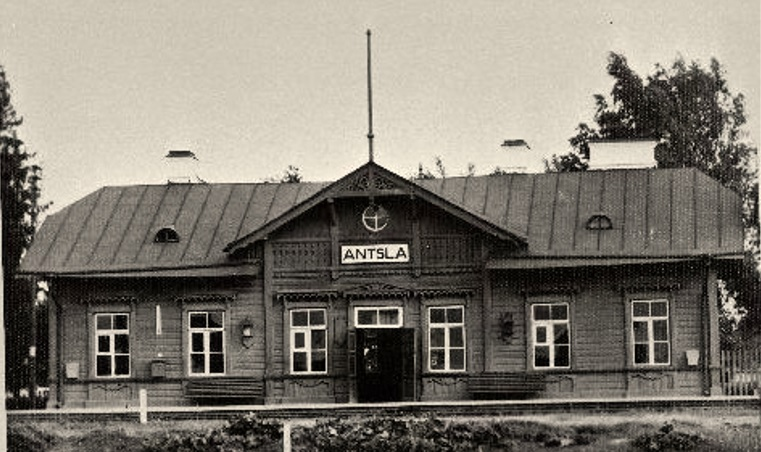
Stacja w 1925
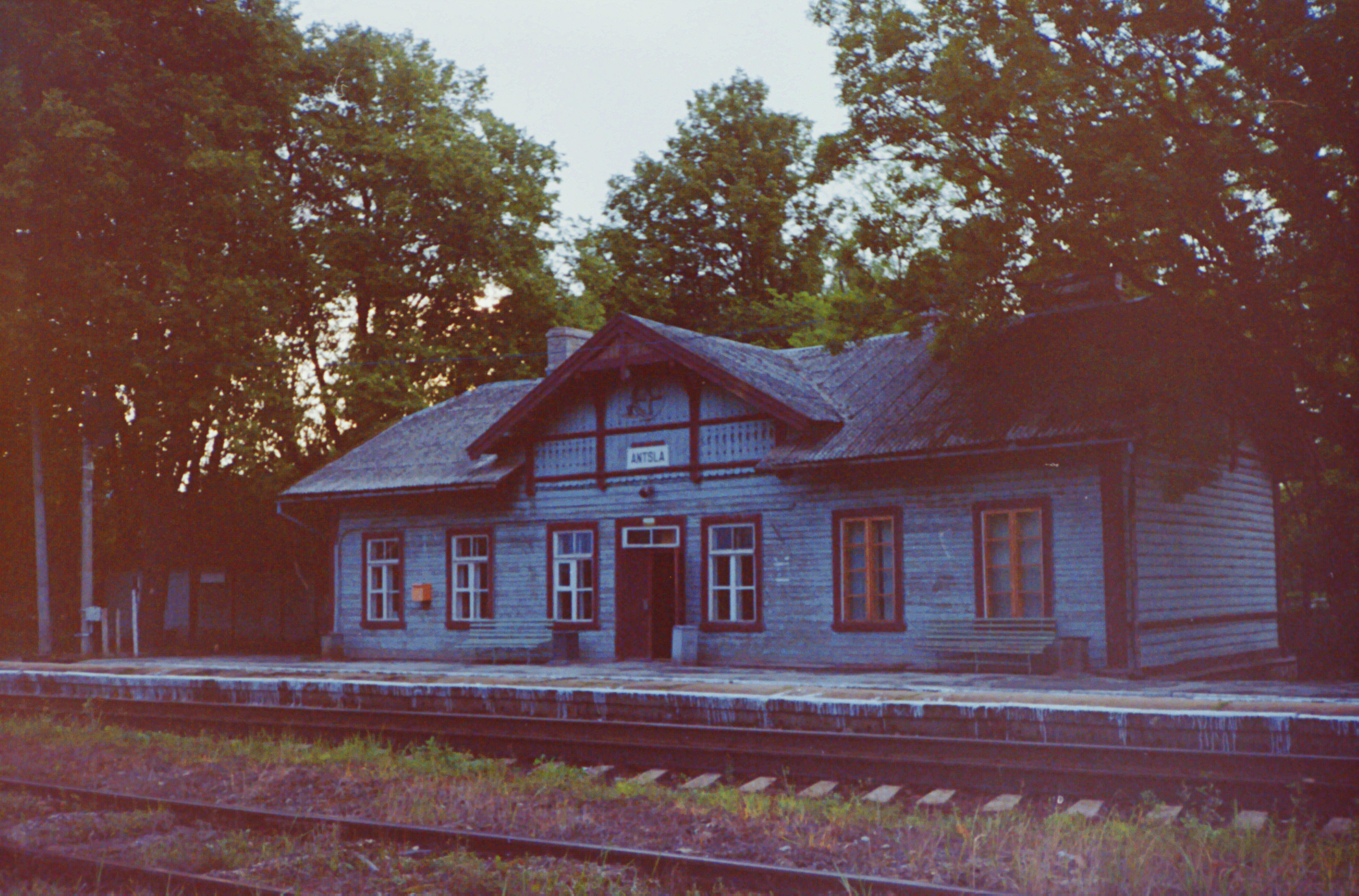
Stacja w 1996